# 7188
7188（七千百八十八、ななせんひゃくはちじゅうはち）は自然数、また整数において、7187の次で7189の前の数である。

## 性質
- 7188 は合成数であり、約数は 1, 2, 3, 4, 6, 12, 599, 1198, 1797, 2396, 3594, 7188 である。
  - 約数の和は16800。
- 約数の和が7188になる数は1個ある。(7187) 約数の和1個で表せる1025番目の数である。1つ前は7178、次は7189。
- 各位の和が24になる214番目の数である。1つ前は7179、次は7197。

## その他 7188 に関連すること
- GO!GO!7188は日本のスリーピースロックバンド。